# Kevin Chérrez
Kevin Chérrez (Guayaquil, Ecuador, 16 de junio de 1989) es un futbolista ecuatoriano. Jugaba de Defensa y su último equipo fue el CFD Triunfo City, es hermano de Harry Chérrez.

## Trayectoria
Se inició en el Barcelona SC jugando en las categorías sub-18 y sub-19. En el 2009 pasa al Deportivo Quevedo donde pudo debutar en el equipo de primera, posteriormente en el 2015 fue transferido a Liga Deportiva Universitaria de Portoviejo y al siguiente año a Fuerza Amarilla.
Actualmente se encuentra libre y ejerce de entrenador en la escuela de futbol "Cherrez" donde su hermano Harry Cherrez también es entrenador.

## Clubes
| Club               | País    | Año         |
| ------------------ | ------- | ----------- |
| Deportivo Quevedo  | Ecuador | 2009 - 2014 |
| Liga de Portoviejo | Ecuador | 2015        |
| Fuerza Amarilla    | Ecuador | 2016 - 2017 |
| Quevedo            | Ecuador | 2017 - 2018 |
| Club Sport Patria  | Ecuador | 2018 - 2019 |
| San Camilo         | Ecuador | 2019 - 2020 |
| CFD Triunfo City   | Ecuador | 2020 - 2021 |